# Rhyothemis princeps
Rhyothemis princeps – gatunek ważki z rodziny ważkowatych (Libellulidae).